# Новий Пазар (Кирджалійська область)
Но́вий Паза́р (болг. Нови пазар) — село в Кирджалійській області Болгарії. Входить до складу общини Черноочене.

## Населення
За даними перепису населення 2011 року у селі проживали 282 особи, з них 270 осіб (99,6%) — турки.
Розподіл населення за віком у 2011 році:
Динаміка населення: